# NGC 1809
NGC 1809 è una galassia a spirale situata nella costellazione del Dorado, a una distanza di circa 48 milioni di anni luce dalla nostra Via Lattea.

## Scoperta
La galassia è stata scoperta il 24 dicembre 1834 dall'astronomo britannico John Herschel.

## Descrizione
NGC 1809 ha una classe di luminosità III e presenta una larga riga a 21 cm dell'idrogeno neutro.